# San Miguel Amatitlán
San Miguel Amatitlán là một đô thị thuộc bang Oaxaca, México. Năm 2005, dân số của đô thị này là 5938 người.